# Ophrys epidavrensis
Ophrys epidavrensis är en orkidéart som beskrevs av G.Eberle. Ophrys epidavrensis ingår i ofryssläktet, och familjen orkidéer.
Artens utbredningsområde är Grekland. Inga underarter finns listade i Catalogue of Life.